# Martin Gerken
Martin Gerken was een Duits communist en een van de hoogst geplaatste kapo's in het concentratiekamp Mauthausen.
Gerken werd vanwege zijn politieke ideologie door de Duitsers gevangengenomen. Hij startte zijn kapo-carrière als Blockältester (blokoudste) in Gusen. Tussen 1 april 1945 tot aan de bevrijding op 5 mei datzelfde jaar, fungeerde Gerken als Lagerältester (kampoudste) van het subkamp Gusen. Hij stond aanvankelijk bekend om zijn harde optreden tegen andere gevangenen. Naarmate de oorlog vorderde, werd zijn optreden gematigder. Mede door die gedragswijziging was hij een van de weinige kapo's die niet werd vermoord door de medegevangenen nadat de SS was gevlucht.